# 朋曲
朋曲（藏語：བུམ་ཆུ，威利转写：bum chu，THL：Bum Chu），也作澎曲，是恒河支流戈西河的主源阿龙河上游中國境內河段名稱，发源于西藏自治区日喀則市聂拉木县西南希夏邦马峰北麓达索普冰川的达索河，是门曲 (Men Qu)的河源，门曲汇合向北流的朗隆曲 (Langlong Qu)向东北流入朋曲。朋曲向东流定日县，再向南流在曲当乡参木达村汇入发源于珠峰北坡绒布冰川的“扎嘎曲” (Zhaga Qu)，在札西崗乡汇入发源于卡达冰川的“卡达藏布” (卡达曲，Kharta Qu)，经定结县，在定结县西南陈塘镇汇入发源于卓穷冰川的“甘玛藏布” (卡玛曲，Kama Qu)，南进入尼泊尔境内。其中朋曲与甘玛藏布汇合处至朋曲与错岗青波河汇合处之间一段为中、尼两国界河。进入尼泊尔境内始称阿龙河。
朋曲的支流眾多，其中葉如藏布流域遍及定結縣、薩迦縣、崗巴縣三縣。